# Distrikt Ricrán
Der Distrikt Ricrán liegt in der Provinz Jauja in der Region Junín in Zentral-Peru. Der Distrikt wurde am 20. Januar 1944 gegründet. Er besitzt eine Fläche von 320 km². Beim Zensus 2017 wurden 1346 Einwohner gezählt. Im Jahr 1993 lag die Einwohnerzahl bei 2652, im Jahr 2007 bei 1972. Sitz der Distriktverwaltung ist die 3675 m hoch gelegene Ortschaft Ricrán mit 611 Einwohnern (Stand 2017). Ricrán befindet sich 26 km nördlich der Provinzhauptstadt Jauja.

## Geografische Lage
Der Distrikt Ricrán befindet sich in der peruanischen Zentralkordillere im Norden der Provinz Jauja. Der Nordwesten wird über den Río Ricrán nach Norden entwässert. Der Nordosten des Distrikts wird über den Río Monobamba, der Südosten über den Río Curimarca zum Río Tulumayo entwässert.
Der Distrikt Ricrán grenzt im Westen und im Nordwesten an die Distrikte Huaricolca und Tapo (beide in der Provinz Tarma), im Nordosten an den Distrikt Monobamba, im Osten an den Distrikt Molinos sowie im Süden und im Südwesten an die Distrikte Yauli und Acolla.

## Ortschaften
Im Distrikt gibt es neben dem Hauptort folgende größere Ortschaften:
- Apaycancha (274 Einwohner)
- Tambillo